# Siernicze Wielkie
Siernicze Wielkie – wieś w Polsce położona w województwie wielkopolskim, w powiecie słupeckim, w gminie Ostrowite.
W latach 1975–1998 miejscowość administracyjnie należała do województwa konińskiego.

## Historia
Pierwsze wzmianki o Sierniczu Wielkim, jako wsi szlacheckiej pojawiły się w XVI wieku. Na początku XVI wieku łany dworskie i kmiece we wsi Siernicze Wielkie dawały dziesięcinę parafii w Ostrowitem. W roku 1827 wieś Siernicze Wielkie miała 20 domów i 168 mieszkańców. W roku 1887 Siernicze Wielkie wraz ze Skrzynką Małą stanowiły dobrze prosperujący majątek ziemski o powierzchni 1288 mórg (1 morga ca. 0,56 ha). W tym folwark Siernicze Wielkie miał 672 morgi gruntów ornych i ogrodów, 40 mórg łąk, 59 mórg pastwisk, 6 mórg lasu, 22 morgi nieużytków oraz posiadał 9 budynków murowanych i prowadził płodozmian 12 polowy. W tym okresie liczba zagród wzrosła do 29. Ostatnimi polskimi właścicielami Siernicza Wielkiego była rodzina Wyganowskich herbu Łodzia. W roku 1887, po śmierci dziedzica Wganowskiego, dobra Siernicze Wielkie przeszły we władanie żydowskiej rodziny Bosaków. U schyłku XIX w., po zawarciu związku małżeńskiego przez Adama Iwańczyka (spolszczonego Żyda) z panną Bosakówną, majątek zyskał nowego właściciela, który był ostatnim dziedzicem folwarku Siernicze Wielkie. W 1939 roku folwark przejęli okupanci niemieccy, a w 1945 roku majątek został rozparcelowany. Do dziś zachowały się pozostałości zespołu dworskiego z pierwszej połowy XIX wieku.

## Zabytki
We wsi znajdują się następujące zabytki nieruchome wpisane do krajowego rejestru zabytków:
- dwór z 2 poł. XIX wieku (ze zmianami z pocz. XX w.), nr rej.: 277/19 z 30.04.1984 r.
- oficyna z poł. XIX wieku, nr rej.: jw.